# Isidor Ascheim
Isidor Ascheim /hebr. איזידור אשהיים/ (ur. 14 października 1891 w Margoninie, zm. 19 maja 1968 w Izraelu) – izraelski malarz i grafik pochodzący z rodziny niemieckich Żydów. 

## Życiorys
Wychował się w rodzinie ortodoksyjnych niemieckich Żydów, powołany do służby wojskowej walczył w I wojnie światowej. W 1919 wyjechał do Wrocławia, gdzie studiował malarstwo pod kierunkiem Otto Muellera, duży wpływ na jego styl miał Erich Heckel z grupy Die Brücke. Udało mu się w 1940 opuścić ogarniętą II wojną światową Europę i wyemigrować do Mandatu Palestyny, zamieszkał w Jerozolimie i poślubił Margot Lange. Został wykładowcą i dyrektorem w Szkole Sztuk Pięknych i Rzemiosł Artystycznych Besaleela, zmarł w 1968. 
Styl Isidora Ascheima czerpie wzorce z natury, ludzkiej postaci i życia. Wyraźny wpływ niemieckiego ekspresjonizmu jest zauważalny w doborze ciemnych barw i stonowaniu tła.

## Nagrody
- 1953 – nagroda Dizengoff Prize (Nagroda Dizengoffa);
- 1955 – Nagroda Jerozolimska;
- 1956 – wyróżnienie na Biennale w Wenecji.

## Największe kolekcje
- Fine Arts Museum of San Francisco;
- Israel Museum, Jerozolima.